# هفزیبا (جورجیا)
هفزیبا، جورجیا (به انگلیسی: Hephzibah, Georgia) یک شهر در ایالات متحده آمریکا با جمعیت ۴٬۰۱۱ نفر است که در جورجیا واقع شده‌است.

## موقعیت جغرافیایی
موقعیت جغرافیایی شهرها و مناطق اطراف به شرح زیر است:

## نگارخانه

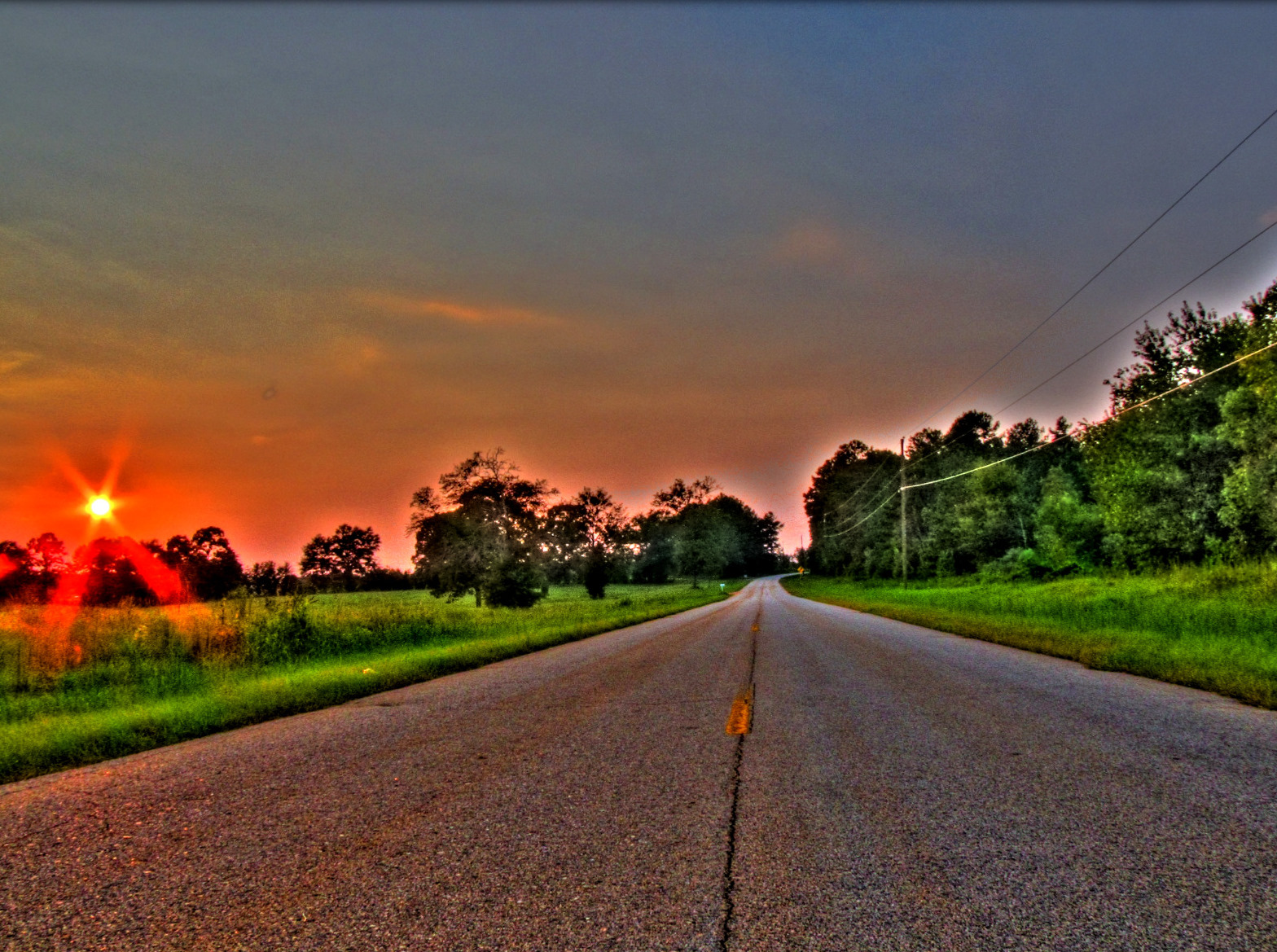